# 大分市立荏隈小学校
大分市立荏隈小学校（おおいたしりつ えのくましょうがっこう）は、大分県大分市大字荏隈にある公立小学校である。

## 概要
校地の北側を大分川の支流の尼ヶ瀬川が流れ、その北をJR九州久大本線が走る。また、校地の東側に大分自動車道、南側に大分県道207号大分挾間線（医大バイパス）が通っており、医大バイパスを挟んで大分市立城南中学校が位置する。
校舎は3階建ての南校舎と、4階建ての北校舎とから成る。

## 沿革
- 1981年4月1日 - 大分市立荏隈小学校開校[2]。
- 1981年4月8日 - 運動場で、始業式[2]。
- 1981年4月11日 - 図書館で、入学式[2]。
- 2010年11月14日 - 30周年記念集会を開催[2]。

## 学校行事
- 4月 始業式、入学式、お見知り遠足
- 6月 夏の集会
- 7月 終業式
- 9月 始業式
- 8月 平和学習
- 9月 - 10月 大運動会
- 10月 - 11月 努力遠足
- 11月 ファミリーPTA
- 12月 終業式、冬の集会
- 3月 卒業式、修了式

## 通学区域
- 荏隈町一丁目～七丁目、大石町一丁目～八丁目、賀来北一丁目1番～18番[3]、賀来新川、中の瀬団地、深河内[4]

## 進学先中学校
- 大分市立城南中学校

## 周辺
- 大分市立城南中学校
- 南大分駅
- 大分市情報学習センター
- 大分県自動車学校
- えのくま幼稚園
- こばと保育園